# Wolfgang Dremmler
Wolfgang Dremmler est un footballeur allemand né le 12 juillet 1954 à Salzgitter. Il est aujourd'hui directeur des sections jeunes et de l'équipe réserve du Bayern de Munich après y avoir joué dans la première moitié des années 1980.

## Carrière en club
Wolfgang Dremmler commence signe son premier contrat professionnel le 1er juillet 1973 avec le Eintracht Braunschweig où il y jouera 219 matchs jusqu'à son transfert d'une valeur de 400 000 euros pour le bayern Munich.
Arrivé au bayern en 1979, c'est à cette période qu'il gagnera l'entièreté de ses trophées en club. Il joue durant sa carrière 310 matchs en Bundesliga et y marque 15 goals.
Il prend sa retraite sportive le 1er juillet 1986.

## Palmarès
- Bayern Munich :
  - Champion de Bundesliga en 1980, 1981, 1985 et 1986.
  - Vainqueur de la DFB-Pokal en 1982, 1984 et 1986.
  - Finaliste de la Coupe D'Europe des Clubs Champions en 1982.
  - Finaliste de la DFB-Pokal en 1985.
- Allemagne :
  - Finaliste de la Coupe du monde en 1982.